# Les Petits Champions de la lecture
 (avril 2021).
 (avril 2021).
 (avril 2021).
Si vous disposez d'ouvrages ou d'articles de référence ou si vous connaissez des sites web de qualité traitant du thème abordé ici, merci de compléter l'article en donnant les références utiles à sa vérifiabilité et en les liant à la section « Notes et références ».
L’association Les Petits Champions de la lecture a été créée en 2012 à l’initiative du Syndicat national de l’édition (SNE). 
Présidée par Antoine Gallimard, elle organise tous les ans un concours de lecture à voix haute destiné à tous les élèves de CM2, en France métropolitaine et dans les DOM-TOM. Inspirée d’une initiative allemande (Vorlesewettbewerb (de)), elle a pour objectif de promouvoir la lecture et l’expression orale des enfants.

## Règles du concours

### Déroulement du concours[3],[4]
Ouvert à tous les enfants scolarisés en CM2, le concours « Les Petits champions de la lecture » invite chacun des participants à lire en public un court texte de leur choix, extrait d’une œuvre de fiction, pendant 3 minutes maximum.
Les élèves peuvent participer soit au sein d’une classe, soit au sein d’un groupe librement constitué. Dans ces deux cas, ils sont sous la responsabilité d’un enseignant ou d’un médiateur du livre (bibliothécaire, libraire, responsable d’atelier pédagogique, etc.)
Le concours est organisé en quatre étapes
Le meilleur lecteur d’un groupe ou d’une classe participe à une seconde étape à l’échelle départementale, puis à une finale régionale et, pour quatorze finalistes, à une finale nationale en juin.

### Étape 1
L’inscription et l’étape du 1er tour (étape locale) : de début septembre à début février
Les enseignants et médiateurs du livre préparent leurs classes et leurs groupes avec des ateliers de lecture à voix haute. Courant janvier, une finale locale au sein de la classe ou du groupe est organisée pour désigner le gagnant qui est ensuite inscrit sur le site de l’association. Cette finale du premier tour peut avoir lieu dans le cadre des Nuits de la Lecture,. 

### Étape 2
La finale départementale : de début mars à mi-avril
Les gagnants de l‘étape locale participent ensuite à la finale départementale. Ces finales sont coordonnées par des organisateurs volontaires qui constituent un jury pour sélectionner le petit champion ou la petite championne qui représentera le département. Les finales départementales se déroulent dans des lieux adaptés (bibliothèques, théâtres, ateliers Canopé, etc.)

### Étape 3
La finale régionale : de fin avril à mi-mai
Les gagnants participent ensuite à l’étape régionale qui se déroule au format numérique : à la suite de chaque finale départementale, le gagnant filme sa prestation qui est ensuite transmise à l’association. Les jurys régionaux, constitués par l’association et composés de personnalités des métiers du livre, visionnent ainsi ces vidéos et choisissent les 14 petits champions pour la finale nationale.

### Étape 4
La finale nationale : un mercredi fin juin
Les quatorze petits champions régionaux se réunissent à la Comédie Française pour la finale nationale accompagnés des auteurs, du parrain et de la marraine du jeu : ils se succèdent les uns après les autres sur scène pour lire pendant 3 minutes un extrait qu’ils auront sélectionné au préalable. A l’issue des prestations, le jury délibère et annonce le lauréat ou la lauréate de l’édition en cours. 

## Organisation / Composition de l’association
L’association est présidée par Antoine Gallimard depuis sa création en 2012.
Le Conseil d’administration, composé de 6 à 8 personnes, se réunit au minimum une fois par an pour une assemblée générale.
L’équipe des Petits champions de la lecture est composée de deux personnes, une Secrétaire générale et une Coordinatrice nationale de l’opération.

## Parrains et marraines de l’opération
- Daniel Pennac[8], de 2012 à 2014
- Guillaume Gallienne[9], de 2012 à 2015
- Timothée de Fombelle[10], de 2015 à 2019
- Dominique Blanc[11],[12], de 2016 à 2019
- Jo Witek[13], 2020
- Gaël Kamilindi, 2020 à 2021[14]
- Susie Morgenstern, 2021-2023
- Clémentine Beauvais, 2023-

## Palmarès

### 1reédition: 2012-2013
Petit champion de la lecture 2013 :
Alexandre (Occitanie), Gabriel et Gabriel, Pauline Alphen (Livre de Poche, 2011).

### 2e édition: 2013-2014
Petit.e.s champion.ne.s de la lecture 2014 :
Lina (Île-de-France), Deux familles pour Lulu, Sylvie Lecomte (Bayard Jeunesse, 2014).
Philémon (Pays de la Loire), La Cerise sur le gâteau, Jean-Philippe Arrou-Vignod (Gallimard Jeunesse, 2013).

### 3e édition: 2014-2015
Petite championne de la lecture 2015 :
Eve (Île-de-France), La drôle d’évasion, Séverine Vidal (Sarbacane, 2014).

### 4e édition: 2015-2016
Petite championne de la lecture 2016 :
Zoé, (Pays de la Loire), Qui veut le cœur d’Artie Show ?, Emmanuel Tredez (Nathan, 2014).

### 5e édition: 2016-2017
Petite championne de la lecture 2017 :
Clara (Occitanie), Comment se débarrasser d’un vampire avec du ketchup des gousses d’ail et un peu d’imagination ?, Jean-Marcel Erre (Rageot, 2016).

### 6e édition: 2017-2018
Petit champion de la lecture 2018 :
Wassim (Occitanie), Esclave !, Pascale Marret (Milan, 2003).

### 7eédition, 2018-2019
Petite championne de la lecture 2019 :
Dehlia (Grand-Est), Kidnapping à la confiture, Marie Lenne-Fouquet (Editions Sarbacane, 2019).

### 8eédition: 2019-2020
En raison de l’épidémie de la Covid-19, le jeu a été entièrement adapté au format numérique, dès les étapes départementales.
Petite championne de la lecture 2020 :
Aurore (Pays de la Loire), Les Enfants terribles de Bonaventure, Cécile Hennerolles (Magnard jeunesse, 2019)
Mention :
Lucile (Centre-Val de Loire), A la belle étoile, Eric Sanvoisin (Le Muscadier, 2018)

### 9e édition: 2020-2021
Petit champion de la lecture 2021 :
Raphaël (Bourgogne-Franche-Comté), 226 bébés, Flore Vesco (Didier jeunesse, 2019)

## Lieux
Depuis la création du jeu, la Comédie-Française accueille la finale nationale des Petits champions de la lecture.
D’autres lieux participent à l’organisation du jeu, notamment lors des étapes départementales : librairies, bibliothèques, médiathèques, ateliers Canopé, salons du livre, centres culturels, salles de spectacles, conservatoires, etc.